# Братья Пресняковы
Братья Пресняковы — сценаристы, писатели, режиссеры, авторы пьес «Изображая жертву», «Терроризм», «Половое покрытие», «Free time» и др. поставленных в театрах России, Европы и мира, в том числе МХТ им. А. П. Чехова; компаниями New Group, Play Company, New York; Royal Court Theatre, London; Deutsches Theater, Berlin.
- Старший брат — Олег Михайлович Пресняков (род. 9 декабря 1969, Свердловск) — драматург, прозаик, литературовед. Выпускник филологического факультета Уральского государственного университета, кандидат филологических наук (диссертация посвящена роману А. Белого «Петербург»). Долгое время преподавал на кафедре русской литературы XX века УрГУ. Специалист в области русской литературы рубежа XIX—XX века, теории стиля.

- Младший брат — Владимир Михайлович Пресняков (род. 17 апреля 1974, Свердловск) — драматург, прозаик. Выпускник филологического факультета УрГУ, кандидат педагогических наук (диссертация по специальности «Педагогика высшей школы»). Долгое время преподавал на факультете социологии и политологии УрГУ.

В 1998 году вместе создали при УрГУ «Театр имени Кристины Орбакайте», где представляли свои ранние пьесы в собственной режиссуре. В начале 2000-х годов приобрели общероссийскую, а затем и международную известность.
Их пьесы активно ставятся на российских и мировых площадках, в том числе известными театральными компаниями New Group, Play Company (New York); Royal Court Theatre (London), Deutsches Theater (Berlin).
Делят свое время между городами, где идет подготовка их пьес к постановке. В конце 2020 года проживали в Москве, где готовили к съемкам дебютный полнометражный кинофильм с рабочим названием «Храни меня, мой Инстаграм». Фильм выходит в широкий прокат в России 10 декабря 2021 года под названием «Краш» .

## Пьесы
- «З. О. Б.» (1999)
- «Половое покрытие» (2000, публ. «Майские чтения» 3-2000, с 2003)
- «Приход тела» (2000)
- «Европа-Азия»
- «Сет-1» (2001)
- «Сет-2» (2001)
- «Кастинг» (2001)
- «Еду я по выбоине, из выбоины не выеду я» (2002)
- «Терроризм» (2002)
- «Пленные духи» (2002)
- «Изображая жертву» (2002)
- «Воскресенье. Супер» (2004)
- «Конёк-горбунок» (по мотивам сказки П. Ершова) (2008) и др.
- «Паб» (поставлена в 2008 году)
- «Как выдать маму замуж» (2015)

Мировая премьера пьесы «Изображая жертву» (Playing a Victim) состоялась на Эдинбургском фестивале-2003 в копродукции театров «Ройял Корт» и «Told by Idiot» (режиссёр — Ричард Уилсон).
Пьеса «Изображая жертву» поставлена Кириллом Серебренниковым во МХАТ им. А. П. Чехова (2003).
Пьеса «Воскресение. Супер» (по мотивам романа Л. Н. Толстого «Воскресение») поставлена Юрием Бутусовым в Театре п/р. Олега Табакова (2004).
Премьера музыкальной сказки «Конёк-горбунок» (стихи Алексея Кортнева) состоялась в МХТ им. Чехова 15 мая 2008 года. Спектакль удостоен Высшей театральной премии Москвы «Хрустальная Турандот» (номинация «Лучший спектакль сезона», 2008) и Национальной театральной премии «Золотая маска» (номинация «Лучший спектакль в жанре оперетты / мюзикла», 2009).
Также за эту постановку стали лауреатами Национальной премии «Музыкальное сердце театра» в номинации «Лучшая пьеса (драматург / перевод)» (2009).

## Фильмография
Сценарии к фильмам:
- 2003 — Постельные сцены
- 2006 — Изображая жертву
- 2008 — День Д
- 2009 — Европа-Азия (реж. И. Дыховичный)
- 2012 — После школы
- 2021 — Краш
- 2022 — Одиннадцать молчаливых мужчин
- 2022 — Мистер Нокаут
- 2025 — Финал

#### Режиссёры
- 2012 — После школы
- 2021 — Краш
- 2025 — Финал